# روابط اتریش و اسرائیل
روابط اتریش و اسرائیل به روابط خارجی دو جانبه میان اتریش و اسرائیل اشاره دارد.

## تاریخ
اتریش، اسرائیل را در ۵ مارس ۱۹۴۹ به رسمیت شناخت. اتریش دارای سفارت در تل آویو و ۳ کنسولگری افتخاری است (در ایلات، حیفا و اورشلیم). اسرائیل نیز در وین سفارت دارد. هر دو کشور عضو کامل اتحادیه مدیترانه هستند. وزارت امور خارجه اتریش معاهدات دوجانبه با اسرائیل (فقط به زبان آلمانی) را لیست می‌کند.
در سال ۲۰۰۰، پس از پیوستن حزب آزادی اتریش به دولت ائتلاف، اسرائیل سفیر خود را فراخواند. پس از گفتگو در اورشلیم با وزیر امور خارجه اتریش، بنیتا فررو-والدنر در سال ۲۰۰۳، روابط برقرار شد.